# Palaua velutina
Palaua velutina là một loài thực vật có hoa trong họ Cẩm quỳ. Loài này được Ulbrich & Hill mô tả khoa học đầu tiên năm 1908.